# Matteo Ponzone
Matteo Ponzone, o Ponzoni (in croato si adotta anche la traduzione del nome Matej o Mate Pončun o ancora una sorta di doppio cognome Matej Ponzoni Pončun,; Venezia, 3 novembre 1583 – tra il 1663 e il 1675), è stato un pittore italiano attivo nel XVII secolo nei territori della Repubblica di Venezia.

## Vita
Fino al ritrovamento del suo atto battesimale, si riteneva che Matteo Ponzone fosse nato ad Arbe, capoluogo dell'omonima isola all'estremo nord della Dalmazia. Invece venne alla luce a Venezia, nella parrocchia di San Moisè, da Claudio, cappellaio di origini cremonesi, e da Agnesina Negro. Il malinteso, che risulta già in Francesco Scannelli (1657), deriva forse dal suo lungo soggiorno in Dalmazia e anche dalle parentele da parte di madre con alcune importanti famiglie dalmate: suo zio era Marco Antonio de Dominis, scienziato ed ecclesiastico, che nel 1616 lasciò la guida dell'arcidiocesi di Spalato proprio a Sforza Ponzone, fratello di Matteo.
Secondo il Moretti (op. cit.), il Ponzone ricevette una serie di commesse in Dalmazia anche grazie al fatto che suo fratello Sforza fu arcivescovo di Spalato dal 1616 al 1640.
Allievo di Jacopo Palma il Giovane e legato al pittore Sante Peranda, che fu probabilmente uno dei suoi maestri e il cui influsso nell'opera di Ponzone appare evidente, fu iscritto alla Fraglia dei Pittori di Venezia dal 1613 al 1633, essendo uno dei più attivi in città lungo tutto questo periodo. Nella sua bottega ebbe come allievi Antonio Zanchi, Andrea Celesti e Pietro Negri, che lo coadiuvarono nelle varie commesse dell'ultimo periodo veneziano.
La cospicua mole di opere rimaste in situ ne definiscono adeguatamente l'importanza per la storia della pittura del primo '600 veneziano, pur se tale importanza è stata rilevata solo in anni recenti. Allo stesso modo, la caratura delle commesse ricevute - fra le quali particolarmente importanti quelle delle chiese di San Giorgio Maggiore, Madonna dell'Orto e San Cassiano - fanno intendere quale fosse l'elevato grado di successo che Ponzone riscosse in vita.

## Principali opere

### In Dalmazia
- Ciclo di San Doimo nella cattedrale di Spalato. L'opera fu iniziata nel 1639 dal Ponzone, ma non portata a termine.
- Storie dell'Eucaristia (otto tele), Santi Girolamo, Francesco e Caterina, sempre nella cattedrale di Spalato.
- Ritratto di San Lorenzo Giustiniani ancora a Spalato.
- Attribuiti a Ponzone sono i ventuno dipinti del soffitto della chiesa di San Francesco a Sebenico, come pure altri quadri di Santi.
- L'ultima cena nel refettorio del convento francescano di Lesina.

### Negli altri territori della Serenissima
- Adorazione dei Magi e Annunciazione, oggi nel museo di Treviso.
- Una serie di dipinti per la Basilica del Santo a Padova.
- Una serie di dipinti oggi nel museo di Cividale.
- Santa Barbara nel Duomo di Capodistria.
- Natività di Gesù e adorazione dei pastori nella Chiesa di San Giovanni Battista di Meolo (VE).

### A Venezia

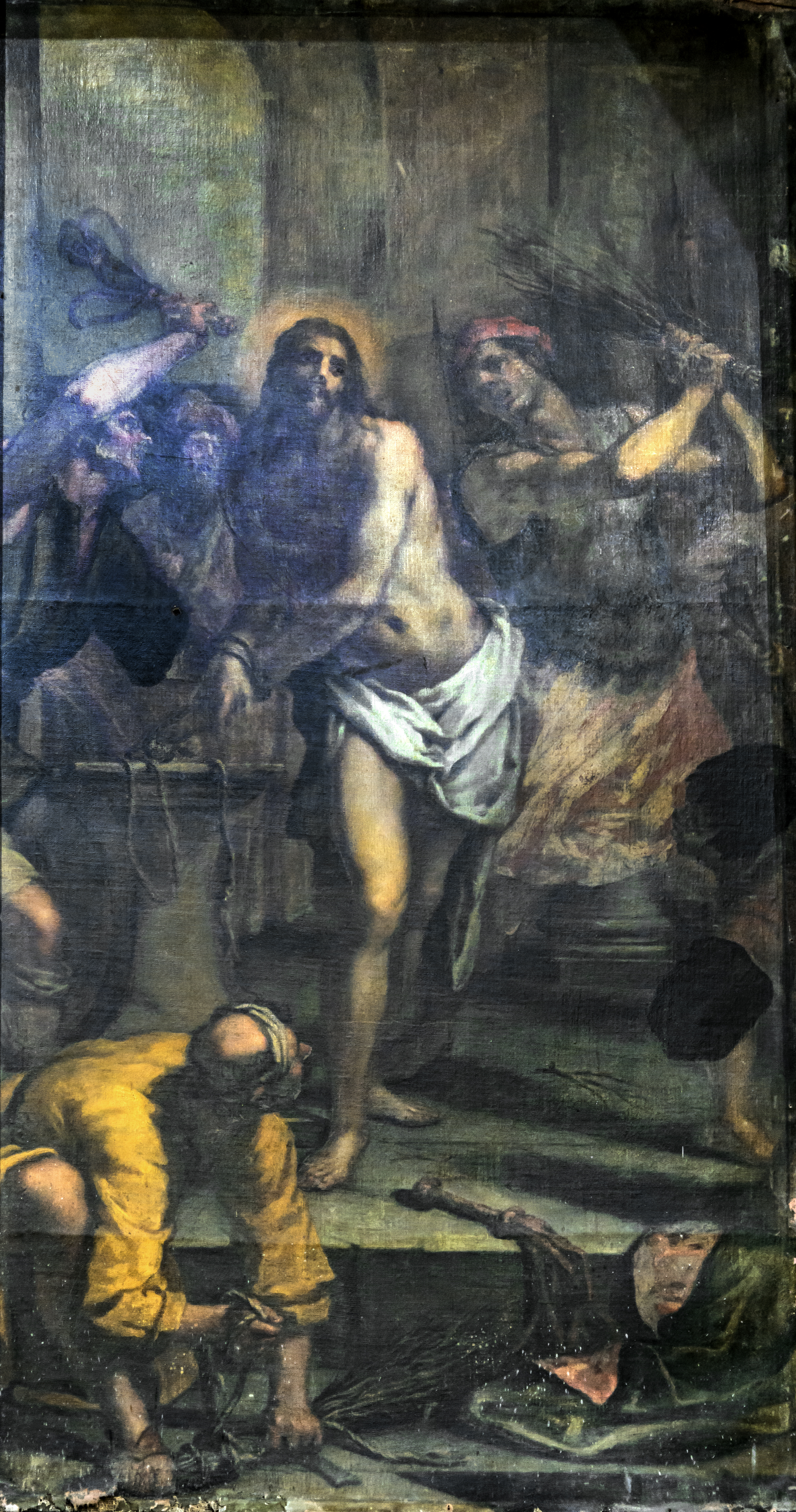
Flagellazione di Gesù Madonna dell'Orto

- Nella chiesa della Madonna dell'Orto: una serie di ritratti di santi, il San Giorgio che uccide il drago fra i santi Girolamo e Trifone[4], la Flagellazione di Gesù.
- A San Giorgio Maggiore: San Giorgio che uccide il drago.
- A San Cassiano: Cristo in croce e quattro Santi.
- A San Martino: San Giovanni che scrive l'Apocalisse. Considerato uno dei suoi capolavori, è di chiara ispirazione tintorettiana.